# Ꚅ
Ꚅ, ꚅ е буква от кирилицата, част от старата абхазка азбука. Въведена е от Пьотър Услар през 1862 година, когато излиза неговата монография „Абхазский язык“. Обозначава лабиализираната (оустнѐна) звучна венечно-небна шипяща съгласна /ʒʷ/. Предсталвява лигатура между кирилските бувки З и Ж. В съвременната абхазка азбука звукът /ʥʷ/ се предава чрез диграфа Жә.